# ماریا چلست
ماریا چلست (انگلیسی: Maria Celeste; ۱۶ اوت ۱۶۰۰ – ۲ آوریل ۱۶۳۴) راهبه اهل ایتالیا بود.